# インポスターズ
『インポスターズ』(The Impostors)は1998年に製作されたコメディ映画である。

## 概要
俳優として知られるスタンリー・トゥッチが主演・監督・脚本をこなした意欲作である本作。マヌケな二人がひょんなことから豪華客船に乗りこみ大騒動を巻き起こすコメディ映画。豪華船の乗客もクセのある乗客らばかりで、アンサンブル映画としても楽しめる。出演者も豪華で、主演にはトゥッチの他にオリヴァー・プラット。その他、スティーヴ・ブシェミ、アルフレッド・モリナ、イザベラ・ロッセリーニ、リチャード・ジェンキンスなど個性派俳優が多数出演している。またノンクレジットだが、映画監督のウディ・アレンが舞台演出家役としてカメオ出演もしている。主役の二人が役者の設定ということもあり、エンドロールでは舞台のように出演者全員が登場。音楽に合わせて踊るものになっている。日本ではVHSでのみリリースされており、DVDでは発売されていないが、インターネットで配信されている。カンヌ国際映画祭では、ある視点部門に出品された。

## あらすじ
マヌケなコンビのモーリス（オリヴァー・プラット）とアーサー（スタンリー・トゥッチ）。ある時、俳優のジェレミー・バートン（アルフレッド・モリナ）を怒らせたことから逃げ回り、豪華客船に乗りこんでしまう。客船はフランス行きで、海の上でどうしようもなくなった二人は、乗員になりすましてごまかすこと。豪華客船の船上は、ひとくせもふたくせもある乗客ばかり。その中には、元ヨーロッパ女王（イザベラ・ロッセリーニ）がいたり、ネガティブな歌手（スティーヴ・ブシェミ）がいたり元テニスプレーヤー（ビリー・コノリー）がいたり、革命家（トニー・シャルーブ）がいたりする。乗員になりすました二人は船の従業員であるリリー（リリ・テイラー）と知り合い、その後も大騒動を巻き起こしていく。

## キャスト・スタッフ

### 出演者
- モーリス：オリヴァー・プラット Oliver Platt
- アーサー：スタンリー・トゥッチ Stanley Tucci
- リリー：リリ・テイラー Lili Taylor
- ジェレミー・バートン：アルフレッド・モリナ Alfred Molina
- ハッピー・フランク：スティーヴ・ブシェミ Steve Buscemi
- マキシーン：アリソン・ジャネイ Allison Janney
- 元ヨーロッパ女王：イザベラ・ロッセリーニ Isabella Rossellini
- ジョニー・リガード：リチャード・ジェンキンス Richard Jenkins
- ボルトリ：トニー・シャルーブ Tony Shalhoub
- スパークス氏：ビリー・コノリー Billy Connolly
- メイストリッチ：キャンベル・スコット Campbell Scott
- エッセンダイン婦人：ダナ・アイヴィ Dana Ivey
- エミリー・エッセンダイン：ホープ・デイヴィス Hope Davis
- 舞台演出家：ウディ・アレン Woody Allen ※ノンクレジット

### スタッフ
- 監督：スタンリー・トゥッチ
- 製作：ベス・アレクサンダー
- 製作総指揮：ジョナサン・フィリー
- 脚本：スタンリー・トゥッチ
- 音楽：ウィリアム・クック、ゲイリー・デミシェル
- 撮影：ケン・ケルシュ
- 編集：スージー・エルミガー